# Tony Habermayer
Anton (Tony) Habermayer (* 31. Januar 1950 in Rosenheim) ist ein ehemaliger deutscher Boxer.

## Amateurkarriere
Tony Habermayer wurde 1973 Deutscher Meister der Amateure im Halbweltergewicht.

## Profikarriere
Am 16. Mai 1974 gab er sein Profidebüt und schlug in Hamburg Ahmet Tosci durch TKO in der vierten Runde. Nach einem weiteren TKO-Sieg beendete Habermayer zunächst seine Boxkarriere.
Erst am 14. Mai 1980 kehrte er mit einem Punktsieg über den erfahrenen Ethem Oezakalin in den Boxring zurück. Im Januar 1982 gewann Tony Habermayer die Deutsche Meisterschaft im Weltergewicht mit einem Punktsieg über Klaus Fuchs. 1985 verlor er den Meistergürtel an den bis dahin ungeschlagenen José Varela nach Punkten. Rund zwei Monate vor dem Kampf war Habermayer von einem Münchener Gericht zu einer vierstelligen Geldstrafe und 13 Monate Führerscheinentzug verurteilt worden, nachdem er mit 2,87 Promille Alkohol im Blut gefahren war und zwei Wagen gerammt hatte. Nach einem Sieg über Antoon Verrips am 30. März 1985 beendete Tony Habermayer seine Boxkarriere endgültig.

### Erfolge
- Deutscher Amateur Meister im Halbweltergewicht 1973
- Deutscher Meister im Weltergewicht 1982